# Batmobile
Batmobile ist eine niederländische Psychobilly-Band aus Breda und Rotterdam.

## Geschichte
Batmobile wurde 1983 von Jeroen Haamers (Gesang, Gitarre), Johnny Zuidhof (Schlagzeug) und Eric Haamers (Kontrabass) gegründet und gehört zu den bekanntesten und einflussreichsten Bands des Genres.

## Diskografie

### Alben
- 1985: Batmobile
- 1987: Bambooland
- 1988: Bail’s Set at $ 6.000.000
- 1988: Buried Alive
- 1989: Amazons from Outer Space
- 1990: Batmobile Is Dynamite
- 1991: Sex Starved
- 1991: Batmobile in Japan 1991 (Livevideo)
- 1992: Hard Hammer Hits
- 1993: Blast from the Past, the Worst and the Best
- 1995: Shake Your Pagoda’s, Drop Your Kimonos, Batmobile Strikes Again (Livevideo)
- 1997: Welcome to Planet Cheese
- 2008: Batmobile Live at the KlubFoot 1986 – The Clarendon Ballroom Blitz
- 2008: Cross Contamination (mit Peter Pan Speedrock)
- 2008: Live at the Klubfoot 1986 – The Clarendon Ballroom Blitz
- 2017: Brand New Blisters
- 2023: Brace for Impact

### Singles und EPs
- 1992: Midnight Maniac
- 1993: Shoot Shoot
- 1995: Bambooland / Kiss Me Now
- 2011: Wow !!
- 2015: The First Demo Tape
- 2016: Hurt
- 2017: Rock & Roll and Alcohol
- 2017: BatmoManiacs
- 2018: Teenage Lobotomy
- 2019: The 1987 Demos: Gorilla Rock – 100 Pounds of Trouble
- 2020: Big Bat
- 2020: Big Bat A Go-Go
- 2021: King Rocker
- 2021: Ba-Baboon

### Kompilationen
- 1985: Psycho Attack over Europe
- 1986: 2nd Psycho Attack over Europe
- 1987: The Klub Foot Kicks Back
- 1988: A Fistful of Pussies
- 1989: Rock ‘n‘ Horreur
- 2005: God Save the King
- 2006: Go Cat Go – A Psychobilly Tribute to the Stray Cats
- 2006: Transylvanian Express